# Lewisova teorie kyselin a zásad
Lewisova teorie kyselin a zásad definuje pojmy kyselina a zásada nezávisle na pojmu „proton“. Teorii publikoval americký chemik Gilbert Newton Lewis v roce 1923.
Podle Lewisovy teorie je kyselina sloučeninou akceptující volný elektronový pár (poskytuje svůj vakantní orbital), báze zase jeho donorem (resp. akceptorem vakantního orbitalu). Tato teorie je tedy ještě větším zobecněním pojmů kyselina a zásada. Jako částice akceptující volný elektronový pár (a poskytující volný elektronový orbital) totiž nemusí sloužit pouze hydron (má volný orbital 1s), ale i jiné sloučeniny (ionty kovů, sloučeniny kovů atd.).
Lewisova kyselina je chemická sloučenina, jejíž atomy mají volný vazebný orbital a mohou přijmout elektronový pár. Příklady takové sloučeniny v anorganické chemii: chlorid hlinitý (AlCl3), dále FeBr3, SnCl4, TiCl4. Lewisova zásada je chemická sloučenina, jejíž atomy mají volný elektronový pár a mohou ho sdílet.

## Tvrdost Lewisových kyselin a zásad
Lewisovy kyseliny a báze byly v roce 1963 klasifikovány Ralphem Pearsonem na „tvrdé“ a „měkké“. Koncept je znám pod akronymem HSAB (Hard and soft acids and bases). „Tvrdost“, z počátku relativní veličina, je odvozena zejména od poloměru částice a oxidačního stavu. Tvrdé báze spojuje s tvrdými kyselinami vazba s více iontovým charakterem, měkké báze s měkkými kyselinami vazba méně iontová (více kovalentní).
- Typické tvrdé kyseliny: H+, kationty prvků 1. a 2. skupiny periodické tabulky, borany, Zn2+
- Typické měkké kyseliny: Ag+, Ni (0), Mo (0), Pt2+
- Typické tvrdé zásady: amoniak, aminy, voda, fluoridový anion, chloridový anion
- Typické měkké zásady: jodidový anion, thioethery, oxid uhelnatý

## Historie
Gilbert N. Lewis publikoval v roce 1923 článek An acid substance is one which can employ an electron lone pair from another molecule in completing the stable group of one of its own atoms jako důsledek svého studia chemické vazby. Práce vyšla ve stejném roce jako Brønstedova–Lowryho teorie kyselin a zásad.
Přístupy jsou komplementární. Lewisova zásada je také Brønstedovou–Lowryho zásadou, ale Lewisova kyselina nemusí nutně být Brønstedovou–Lowryho kyselinou.